# Mario Yepes
Mario Alberto Yepes Díaz (* 13. Januar 1976 in Cali) ist ein ehemaliger kolumbianischer Fußballspieler.

## Karriere
Der Innenverteidiger Yepes begann seine Profilaufbahn in seinem Heimatland bei Deportivo Cali und wechselte 1999 zum argentinischen Spitzenclub River Plate. 2002 ging er nach Europa zum französischen Verein FC Nantes, bei dem er sofort Stammspieler wurde. 2004 wechselte er innerhalb Frankreichs zu Paris Saint-Germain, wo er einen Vertrag bis Sommer 2008 unterschrieb. Danach wechselte er ablösefrei zu Chievo Verona nach Italien, wo er zunächst einen Einjahresvertrag unterzeichnete, den er 2009 um ein weiteres Jahr verlängerte.
2010 setzte sein Teamkollege Sergio Pellissier das Gerücht in die Welt, dass Yepes nach Ablauf seines Vertrages zum AC Mailand wechsele. Im Juli 2010 unterzeichnete Yepes tatsächlich einen Vertrag beim AC Mailand.
Zur Saison 2013/14 wechselte Yepes zu Atalanta Bergamo.
Um seine Karriere ausklingen zu lassen, wechselte er 2014 zurück in seine Heimat nach Südamerika zum CA San Lorenzo.
Ein Jahr später beendete Yepes mit 40 Jahren sein Fußballerkarriere.

### Nationalmannschaft
Mario Yepes gab sein Länderspieldebüt am 9. Februar 1999 beim 3:3-Unentschieden gegen Deutschland. Bis zur WM 2014, wo er im Übrigen auch ältester Spieler der WM war, war er für die kolumbianische Fußballnationalmannschaft aktiv.
Für die kolumbianische Nationalmannschaft absolvierte Yepes bisher 102 Partien und erzielte dabei sechs Tore. Sein 100. Länderspiel machte er bei der Fußball-Weltmeisterschaft 2014, bei der er als Kapitän der kolumbianischen Mannschaft zu vier Einsätzen kam und erstmals das Viertelfinale erreichte.

## Erfolge
- Copa-América-Teilnahme 2007 in Venezuela
- Kolumbianischer Meister: 1998, 1999
- Primera División: Apertura 1999, Clausura 2000
- Copa-América-Gewinner: 2001
- Coupe de France: 2006
- Coupe de la Ligue: 2008
- Italienische Meisterschaft: 2010/11